# Libro di Helaman
Il libro di Helam è il decimo libro, o suddivisione, del Libro di Mormon, ed è composto da 16 capitoli.

## Narrazione
Vi si narra dei giudici che durante la guerra si avvicendarono al potere (Pahoran II, Pacomeni, Helaman). Intorno al 30 a.C. Nefi iniziò una nuova predicazione rivolta ai Nefiti. Il governo era in mano a giudici corrotti e la fede dei Nefiti si indebolì, tanto che i Lamaniti convertiti divennero più osservanti di loro.
11. Terzo libro di Nefi, il figlio di Nefi che fu il figlio di Helaman
Il libro è suddiviso in 30 capitoli e fu scritto dal Nefi figlio di Helaman. Vi si narra dei segni che apparvero in occasione della nascita di Cristo. Nel frattempo il popolo dei Nefiti era caduto in potere dei predoni Gadianton, che in seguito furono sconfitti, mentre i Lamaniti convertiti riacquistarono il colore chiaro della pelle. I Nefiti attraversarono periodi di prosperità e di disordini. Nel 34 d.C. terremoti e oscurità di tre giorni annunciarono la morte sulla croce di Gesù. Poco tempo dopo Cristo risorto apparve ai Nefiti e rimase con loro tre giorni. Scelse dodici discepoli e predicò alle genti sopravvissute gli insegnamenti che aveva rivolto al popolo in palestina (discorso della montagna, discorso delle Beatitudini, ecc.). Chiarì il corretto modo di battezzare, della comunione e della preghiera. A tre dei dodici discipoli che l'avrebbero richiesto sarebbe stato donata l'immortalità ed essi avrebbero continuato a predicare in eterno nel mondo. Inoltre, Gesù Cristo predisse che sarebbe giunta, in prossimità della sua seconda venuta, una seconda rivelazione, rivolta ai gentili che avrebbero abitato la terra americana.